# Ликиою, Кэтэлин
Каталин Ликиою (рум. Cătălin Lichioiu, род. 20 января 1982) — румынский футболист, нападающий канадского клуба «Кингстон».

## Карьера
Профессиональную карьеру начал в румынском «Корвинуле», летом 2003 года перешёл в молдавский «Нистру» (Атаки). В составе которого в сезоне 2004/05 выиграл Кубок Молдавии, а также стал лучшим бомбардиром чемпионата, забив 16 мячей. С начала 2006 года Каталин стал выступать за украинскую «Ворсклу», в которой выступал до конца 2007 года, после чего на правах свободного агента перешёл в казахстанский «Восток». C 2010 года выступал за молдавские «Олимпия» (Бельцы) и «Нистру» (Атаки). В начале 2013 года перешёл в канадский «Кингстон».

## Достижения

### Командные
- Обладатель Кубка Молдавии (1): 2004/05

### Личные
- Лучший бомбардир чемпионата Молдавии (2): 2004/05